# Diphlebia
Diphlebia is een geslacht van libellen (Odonata) uit de familie van de Philogangidae.

## Soorten
Diphlebia omvat 5 soorten:
- Diphlebia coerulescens Tillyard, 1913
- Diphlebia euphaeoides Tillyard, 1907
- Diphlebia hybridoides Tillyard, 1912
- Diphlebia lestoides (Selys, 1853)
- Diphlebia nymphoides Tillyard, 1912